# Tarimoro
Tarimoro es una localidad del estado mexicano de Guanajuato. Es cabecera del municipio de Tarimoro.

## Demografía
| Gráfica de evolución demográfica |
|                                  |

| Censo | Población |
| ----- | --------- |
| 1900  | 2 619     |
| 1910  | 2 591     |
| 1921  | 3 165     |
| 1930  | 3 957     |
| 1940  | 4 105     |
| 1950  | 5 077     |
| 1960  | 6 724     |
| 1970  | 7 691     |
| 1980  | 9 319     |
| 1990  | 11 856    |
| 2000  | 12 044    |
| 2010  | 12 188    |
| 2020  | 12 426    |